# وحدة وطنية (كولومبيا)
اتفاق الوحدة الوطنية (بالإسبانية: Acuerdo de Unidad Nacional)‏ هو ائتلاف من الأحزاب السياسية الموالية للحكومة الكولومبية من مختلف الانتماءات لدعم حكومة الرئيس خوان مانويل سانتوس.

## تاريخ

### أصل الائتلاف
ترجع جذور اتفاق الوحدة الوطنية إلى تسميته بالائتلاف الموالي بالرئيس الكولومبي ألفارو أوريبي بيليث، الذي تشكل عام 2006 للدعم الانتخابي والسياسي للمرشح الرئاسي ألفارو أوريبي بيليث. وقد تكون هذا الائتلاف من أحزاب الحزب الاجتماعي للوحدة الوطنية وحزب المحافظين الكولومبي وحزب التغيير الراديكالي وحزب كولومبيا ديمقراطية وحركة كولومبيا بيبا وآلاس إكيبو كولومبيا. وعقب الانتخابات، سمحت حكومة أوريبي بدخول حزب التقارب المواطني إلى الائتلاف.